# Systeemeisen
Systeemeisen of systeemvereisten zijn voorwaarden waaraan een personal computer (pc) moet voldoen om er een bepaalde applicatie oftewel toepassing op te kunnen gebruiken. Vooral bij computerspellen voor de pc is dit een punt: moderne spellen stellen zeer hoge eisen aan de gebruikte hardware. De meest gebruikte systeemeisen zijn de eisen die aan het gebruikte besturingssysteem, de processor en de kloksnelheid daarvan, het werkgeheugen, de videokaart en de harde schijf, tegenwoordig de solid state drive, worden gesteld.
Een opsomming van de systeemeisen is vaak verdeeld in de minimale en de aanbevolen systeemeisen. Als aan de minimale systeemeisen niet is voldaan, zal de applicatie niet werken. Is er net wel aan voldaan, dan betekent dit noch niet dat de applicatie zonder mankeren verloopt. Bij een spel zou er sprake kunnen zijn van een trage beeldopbouw, schokkerige bewegingen, landschappen die er niet natuurgetrouw uitzien en dergelijke. Bij andere applicaties kan er sprake kunnen zijn van lange laadtijden van bestanden, traag uitgevoerde berekeningen, bij bijvoorbeeld een spreadsheet, en andere zaken die van de gebruiker geduld vragen.
In het algemeen kan gesteld worden dat applicaties bij elke nieuwe versie zwaardere systeemeisen stellen, zodanig dat een upgrade van software vaak tot extra investeringen in hardware leidt. Bij kantoorapplicaties kan het bijplaatsen van extra werkgeheugen vaak al enig soelaas bieden, bij games kan het vervangen van de videokaart nodig zijn. Alleen overstappen op nieuwere versies van bestaande software, zonder die extra investering in hardware, heeft daarmee voor het gebruiksgemak, en de productiviteit, een negatief resultaat. In dit verband wordt in de pc-branche wel de uitspraak the hardware guy gives and the software guy takes away gehanteerd.
| Nederlands              | Engels                   |
| ----------------------- | ------------------------ |
| systeemeisen            | system requirements      |
| aanbevolen systeemeisen | recommended requirements |